# Melody Time
Melody Time este un film de animație din 1948, produs de Walt Disney Feature Animation și lansat inițial la de către Walt Disney Pictures.